# Герб Красногвардейского муниципального округа (Ставропольский край)
Герб Красногвардейского муниципального округа Ставропольского края Российской Федерации — опознавательно-правовой знак, составленный и употребляемый в соответствии с правилами геральдики, служащий символом муниципального образования.
Утверждён 10 ноября 2006 года как герб Красногвардейского муниципального района и 22 февраля 2007 года внесён в Государственный геральдический регистр РФ с присвоением регистрационного номера 2831.
24 февраля 2021 года переутверждён как герб Красногвардейского муниципального округа.

## Описание
Геральдическое описание герба (блазон) гласит:

В рассечённом червлёно-лазоревом щите под серебряной стенозубчатой о четырёх зубцах главой, обременённой тремя червлёными звёздами о пяти лучах, золотой медведь с лазоревым вооружением и золотым же колосом в передних лапах.— Решение Совета депутатов Красногвардейского муниципального округа от 24 февраля 2021 г. № 119<

## Обоснование символики
Герб Красногвардейского муниципального района является гласным (говорящим), поскольку пластическая идея герба полностью отражает идею содержательную, заложенную в самом названии герба, что выливается в некую образно пластическую аллюзию.
Красногвардейский муниципальный округ Ставропольского края замечателен тем, что географически он в прошлом располагался на границе Кубанского и Донского казачьих войск и назывался Медвеженским районом. Поэтому в настоящем гербе используются цвета поименованных казачьих войск и серебро — цвет казачьего прибора. И, конечно же, геральдический медведь (по имени района). Наличие на территории округа четырёх редутов из системы Азово-Моздокской линии крепостей, возведённой по императорскому указу в 1777 году, обязало ввести в герб геральдическую фигуру первого порядка — стенозубчатую главу с четырьмя зубцами (по количеству редутов).
Красные пятилучевые звёзды отражают революционное прошлое и нынешнее название округа.
Золотой колос в лапах геральдического медведя символизирует административно-хозяйственную ориентацию муниципального округа и его мирное успешное развитие.
Тинктуры поля щита и фигур герба также призваны выражать его содержательную идею.
Символизм тинктур:
- золото — олицетворяет Солнце, просвещение, сакральные качества, неподверженность порче, мудрость, стойкость, знатность, честь, превосходство, мужское начало, богатство, совершенство, «воссияние Божие», свет, озарение, гармонию, духовное сокровище, бессмертие, подателя жизни;
- серебро — девственность, женское начало, непорочность, «Очищенные привязанности», чистота, целомудрие, красноречие;
- червлень — великомученичество, активный мужской принцип, цвет солярных божеств, активность, суровость, созидательная сила, энергия жизни, победа, успех, цвет божеств войны;
- лазурь — истина, интеллект, откровение, мудрость, лояльность, верность, постоянство, непорочность, чистые побуждения, безупречная репутация, широта души, благоразумие, благочестие, созерцание, Богородичный цвет[2].

## История
Для разработки официальных символов района была создана рабочая группа из представителей геральдической комиссии при Губернаторе Ставропольского края и руководства Кочубеевского района. Кроме того, районная администрация предложила принять участие в работе над идеей символики главам сельских поселений, входивших в состав района.
В ходе обсуждений члены рабочей группы решили взять за основу концепции герба и флага историческое название района — Медвежинский (по наименованию села Медвежьего, ставшего в 1924 году его административным центром), а также такую особенность муниципального образования, как нахождение на его территории двух каменных христианских крестов XI века.

Герб села Красногвардейского (1998)

Рабочей группой также были рассмотрены проекты, поступившие от глав сельсоветов. Представленные ими варианты в основном отражали сельскохозяйственную специфику района и включали соответствующие ей символы: колосья, шестерёнки, сельскохозяйственную технику и т. д. Поскольку руководство Красногвардейского района оказалось не удовлетворено подобным видением официальной символики, к её разработке был привлечён профессиональный художник-геральдист Игорь Леонидович Проститов. Обратившись к первоначальной идее герба, он разработал четыре варианта эскизов, в которых по «настоятельной просьбе» администрации и Совета района присутствовало изображение колоса.
Геральдическая комиссия при губернаторе Ставропольского края рассмотрела представленные Проститовым эскизы и одобрила вариант гласного (говорящего) герба со следующим описанием: «В червлёно-лазоревом щите из-за золотого столба, обременённого червлёным колосом и сопровождаемого слева двумя серебряными прямыми крестами, расположенными один под другим, — выходящий золотой медведь с лазоревым вооружением». Герб и разработанный в соответствии с ним флаг были рекомендованы к утверждению Советом района.
Вопреки рекомендации краевой геральдической комиссии руководство Красногвардейского муниципального района вместе с депутатами райсовета предпочло выбрать другой проект герба: «В рассечённом червлёно-лазоревом щите под серебряной стенозубчатой о четырёх зубцах главой, обременённой тремя червлёными звёздами о пяти лучах, золотой медведь с лазоревым вооружением и золотым же колосом в передних лапах». Герб также являлся гласным, а в его композицию вошли элементы (в частности, фигура медведя и пятиконечная звезда, символизирующие историческое и современное наименования района и его административного центра), похожие на те, что были использованы в гербе села Красногвардейского, принятом в 1998 году.
10 ноября 2006 года этот герб и составленный на его основе флаг были утверждены советом Красногвардейского муниципального района, а затем направлены в Геральдический совет при Президенте РФ. После положительного заключения государственной Герольдии официальные символы района были внесены в Государственный геральдический регистр РФ (герб — под номером 2831, флаг — под номером 2832).
Законом Ставропольского края от 31 января 2020 года № 8-кз Красногвардейский муниципальный район был преобразован в Красногвардейский муниципальный округ.
24 февраля 2021 года совет депутатов Красногвардейского муниципального округа решил считать официальными символами округа герб и флаг Красногвардейского муниципального района, утверждённые 10 ноября 2006 года.